# سن-اتین
سنت اِتیَن (به فرانسوی: Saint-Étienne) شهری در جنوب شرقی فرانسه. بر اساس سرشماری سال ۱۹۹۰ میلادی در این منطق ۳۲۱۷۰۳ نفر و در خود شهر ۱۸۰۲۱۰ نفر زندگی می‌کنند.